# Letters of Last Resort

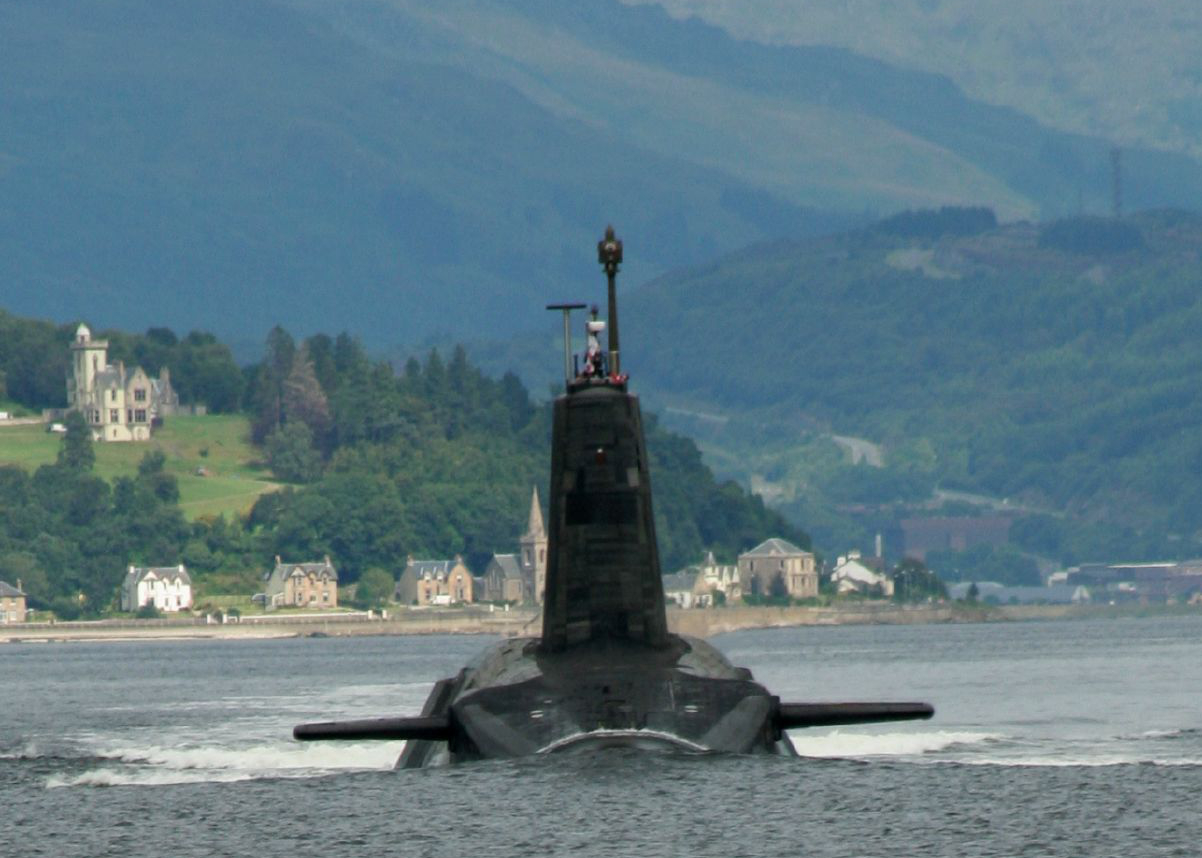
Het Verenigd Koninkrijk vertrouwt op het gebruik van vier Vanguard-klasse onderzeeboten om als nucleair afschrikmiddel te dienen. Elke onderzeeboot kan 16 Trident II SLBMs dragen, een ballistische raket die met kernkoppen gewapend is en een bereik heeft van 7000 mijl (12.964 km). De onderzeeboten hoeven niet bij te tanken omdat ze voorzien zijn van kernreactors. Theoretisch kan een dergelijke onderzeeboot 20 jaar onderwater blijven, alleen de noodzaak van bevoorrading zorgt voor een beperking. Er is altijd één onderzeeboot bewapend onderweg, terwijl de anderen in een haven afgemeerd kunnen zijn of in een droogdok kunnen liggen voor onderhoud.

De Letters of Last Resort ("brieven van het laatste redmiddel") zijn vier identieke handgeschreven brieven van de premier van het Verenigd Koninkrijk aan de commandanten van de vier Britse nucleair aangedreven ballistische-raket-onderzeeboten van de Royal Navy. Deze brieven mogen alleen worden geopend wanneer de Britse staat door een kernaanval van een buitenlandse mogendheid wordt vernietigd en de premier en diens secondant (een hooggeplaatst lid van het Britse kabinet die gemachtigd is om beslissingen te nemen wanneer de premier dood is of niet in staat is om zijn taken uit te oefenen) niet reageren.
De brieven bevatten de ultieme orders die de commandanten moeten uitvoeren na een dergelijke aanval die dan de laatste daden van de Britse staat zullen zijn, met de mogelijkheid dat een groot deel van de wereld wordt vernietigd. Een enkele Vanguard-klasse onderzeeboot heeft meer explosiekracht aan boord dan de totale explosiekracht die door alle partijen in de Tweede Wereldoorlog werd ontketend.
Voor de brieven kiest de premier volgens een artikel van Sky News uit 2016 naar eigen inzicht uit:
1. Voer een vergeldingsaanval uit
2. Doe niets
3. Stel u onder bevel van ofwel de Verenigde Staten ofwel Australië
4. Handel naar eigen inzicht

De brieven liggen in kluizen in de kantoren van de commandanten. Als er een nieuwe premier komt dan worden de brieven van de voorgaande premier ongeopend vernietigd en vervangen door brieven van de nieuwe premier. De premier zelf is dus in een normale situatie de enige persoon die weet wat er in de brieven staat.
De enige premier die openheid van zaken heeft gegeven over de inhoud van zijn brieven was James Callaghan, premier van 1976 tot en met 1979. Hij zei dat als alles anders had gefaald hij in een dergelijke situatie opdracht zou hebben gegeven tot het lanceren van de kernraketten. Maar hij zou niet kunnen hebben geleefd met de wetenschap dat hij daarvoor verantwoordelijk was geweest, mocht hij het overleefd hebben.
De Amerikanen hebben een ander systeem, het Permissive Action Link of PAL-Systeem. Hierbij kunnen de commandanten van hun onderzeeboten niet zelfstandig kernraketten lanceren. Alleen wanneer de juiste code is doorgegeven worden de lanceerinrichtingen vrijgegeven.